# Навахо (мова)
Навахо — атабасканська мова, якою розмовляють індіанці народу навахо, що проживають на південному заході США. За даними перепису 2000 року, навахо — єдина мова тубільного населення Америки на північ від американо-мексиканського кордону, якою говорить, станом на початок 21 століття, 178 000 осіб, причому це число тепер зростає.
Під час Другої світової війни, через маловідомість і складність мови навахо, для зв'язку нею армією США використовувалися, поряд з іншими радистами-шифрувальниками, шифрувальники навахо.

## Фонологія

### Голосні
У навахо чотири голосних: a, e, i та o. Кожна з них має довгий (aa, ee, ii, oo) і носовий (ą , ę, į, ǫ) варіанти.
Крім того, навахо розрізнює чотири тони:
- високий (áá)
- низький (aa)
- висхідний (aá)
- спадний (áa)

### Приголосні
Нижче перераховані приголосні навахо в орфографічному записі і транскрипції МФА:
|              |               | білабіальні | альвеолярні | альвеолярні | палатальні | велярні | велярні  | гортанні |
| ------------ | ------------- | ----------- | ----------- | ----------- | ---------- | ------- | -------- | -------- |
| центральні   | латеральні    | білабіальні | прості      | губні       | палатальні |         |          | гортанні |
| Проривні     | непридихові   | b[p]        | d [t]       |             |            | g [k]   |          |          |
| Проривні     | придихові     |             | t [tʰ]      |             |            | k[kʰ]   |          |          |
| Проривні     | Глоталізовані |             | t' [t']     |             |            | k' [k'] |          | ' [ʔ]    |
| Африкати     | непридихові   |             | dz [ʦ]      | dl [tɬ]     | j [ʧ]      |         |          |          |
| Африкати     | придихові     |             | ts [ʦʰ]     | tł [tɬʰ]    | ch[ʧʰ]     |         |          |          |
| Африкати     | глоталізовані |             | ts' [ʦ']    | Tł' [tɬ']   | ch' [ʧ']   |         |          |          |
| Фрикативні   | Глухі         |             | s [s]       | ł [ɬ]       | sh [ʃ]     | h [x]   | hw [xʷ]  | h [h]    |
| Фрикативні   | Дзвінкі       |             | z [z]       | l [l]       | zh [ʒ]     | gh [ɣ]  | ghw [ɣʷ] |          |
| Носові       |               | m [m]       | n [n]       |             |            |         |          |          |
| Напівголосні |               |             |             |             | y [j]      |         | w [w]    |          |

Дзвінкий латеральний l реалізується як апроксимант, а ł — як фрикативний. Така кореляція є звичайною в мовах світу (пор. у валлійській), оскільки справжній глухий [l̥] зазвичай погано помітний, однак на тлі інших південних атабасканських мов це виглядає скоріше незвично. Приголосний h вимовляється як [x] на початку основи і як [h] на початку суфікса або в непочатковій позиції в основі.
Як і в багатьох інших мовах північного заходу Америки, у навахо порівняно мало губних приголосних.

Штати США, де поширена мова навахо (2000, перепис)

### Морфонологія
У мові навахо існує так звана гармонія приголосних: в рамках одного слова можуть зустрічатися або тільки шиплячі, або тільки свистячі.

## Граматика
З типологічної точки зору, навахо є аглютинативною полісинтетичною мовою з вершинним маркуванням. При цьому в навахо досить високий ступінь фузії, особливо фонологічної. Переважаючий порядок слів в навахо — SOV, але при цьому мова переважно префіксна, що типологічно несподівано.
Велику роль у навахо грає дієслово — іменники несуть порівняно небагато граматичної інформації. Крім того, в навахо існує безліч модифікаторів типу займенників, клітик, вказівних елементів, числівників, післялогів, прислівників і сполучників. У граматиці Г. Хойера всі ці елементи називаються частками. У навахо немає прикметників як особливої частини мови — замість них використовуються дієслова.

### Іменники
Більшість іменників не мають відмінних форм числа; немає в навахо і відмінювання.
Часто повні іменні групи в реченні не потрібні, тому що дієслово містить достатньо інформації.

### Дієслова
Дієслівні форми в навахо, навпаки, дуже складні і несуть багату лексичну і граматичну інформацію.
Багато понять виражаються номіналізаціями і дієслівними перифразами, наприклад Hoozdo — 'Фінікс' (дослівно 'тут жарко'), ch'é'étiin — 'дверний отвір' (дослівно 'тут є горизонтальна дорога назовні'), ná'oolkiłí — 'годинник' ('те, що повільно рухається по колу') і chidí naa'na'í bee'eldǫǫhtsoh bikáá 'dah naaznilígíí — 'танк' ('машина, на якій сидять зверху і яка повзає з великою вибухаючою річчю зверху').
Дієслівні форми складаються з основи, до якої додаються різні словотворчі і словозмінні префікси. У кожному дієслові повинен бути хоча б один префікс. Порядок префіксів жорстко фіксований.
Сама основа, у свою чергу, складається з кореня і суфікса (часто погано помітного в поверхневій формі через фузії). До цієї основи (stem) додаються префікси так званих класифікаторів, які залежать від типу аргументу (ця система схожа на системи іменних класів в африканських або дагестанських мовах). Основа з цими префіксами називається «темою» (theme).
Тема поєднується з дериваційними префіксами, формуючи «основу» (base), до якої, у свою чергу, додаються словозмінні («парадигматичні») префікси.

#### Структура дієслівної словоформи
Порядок префіксів в словоформі залежить від класу префікса; для словоформи існує свого роду шаблон. У таблиці наведена одна з недавніх версій такого шаблону для навахо, хоча сама ідея про подібне влаштування словоформи сходить ще до Едварда Сепіра.
Звичайно, не в кожній словоформі зустрічаються всі ці префікси.
Дієслівна словоформа складається з трьох частин:
| диз'юнктні префікси | кон'юнктні префікси | основа |

Ці частини, у свою чергу, поділяються на 11 позицій.
| диз'юнктні префікси | диз'юнктні префікси | диз'юнктні префікси     | диз'юнктні префікси | диз'юнктні префікси | кон'юнктні префікси | кон'юнктні префікси | кон'юнктні префікси     | кон'юнктні префікси | кон'юнктні префікси | кон'юнктні префікси | основа |
| ------------------- | ------------------- | ----------------------- | ------------------- | ------------------- | ------------------- | ------------------- | ----------------------- | ------------------- | ------------------- | ------------------- | ------ |
| 0                   | 1a                  | 1b                      | 2                   | 3                   | 4                   | 5                   | 6                       | 7                   | 8                   | 9                   | 10     |
| об'єкт післялогу    | післялоги           | «тематичний» прислівник | ітератив            | множина             | пряме доповнення    | дейктичний елемент  | «тематичний» прислівник | спосіб дії і вид    | підмет              | класифікатор        | основа |

При цьому іноді деякі поєднання префіксів піддаються перестановці, порушуючи зазначений вище порядок. Так, префікс a- (об'єкт 3-ї особи) зазвичай йде до префікса di-, пор.: Adisbąąs 'Я починаю вести колісний візок' [< 'a-+ di-+ sh-+ ł ±bąąs].
Тим не менш якщо в одній словоформі з a- зустрічаються префікси di- і ni-, перший міняється місцями з другим, що призводить до порядку di--a --ni-, пор. Di'anisbąąs 'Я веду віз (у щось) і застрягаю' [<di-'a-ni-sh-ł-bąąs <'a-+ di-+ ni-+ sh-+ ł ±bąąs] але не: adinisbąąs('a-di-ni-sh-ł-bąąs')

#### Дієслова з класифікаторами
Багато дієслівних основ в навахо (та інших атабасканських мовах) мають спеціальні форми, що розрізняються в залежності від форми або інших
характеристик об'єкта. Такі основи називають дієсловами з класифікаторами (classificatory verbs). Зазвичай у кожного класифікатора є ярлик-абревіатура. Існує 11 первинних класів дієслів «чіпання» (handling).
Вони перераховані нижче (у формі перфективу)
| Класифікатор + основа | Ярлик | Опис                     | Приклади                                   |
| --------------------- | ----- | ------------------------ | ------------------------------------------ |
| -'ą                   | SRO   | Твердий округлий предмет | пляшка, м'яч, черевик, коробка             |
| -yį                   | LPB   | Ноша, мішок, зв'язка     | Рюкзак, вузлик, мішок, сідло               |
| -ł-jool               | NCM   | некомпактна речовина     | пучок волосся або трави, хмара, туман      |
| - lá                  | SFO   | Тонкий гнучкий предмет   | Мотузка, ніжки, гірка смажених цибулин     |
| -tą                   | SSO   | Тонкий твердий предмет   | Стріла, браслет, сковорода, пила           |
| -ł-tsooz              | FFO   | Плоский гнучкий предмет  | Килимок, плащ, мішок із зеленню            |
| -tłéé '               | MM    | М'яка речовина           | Морозиво, бруд, п'яний що впав             |
| -nil                  | PLO1  | Множинні предмети (1)    | Яйця, м'ячі, тварини, монети               |
| -jaa'                 | PLO2  | Множинні предмети (2)    | Кульки, зерна, цукор, комахи               |
| -ką                   | OC    | Відкрита посудина        | Склянка молока, ложка їжі, жменька борошна |
| -ł-tį                 | ANO   | живий предмет            | Мікроб, людина, труп, лялька               |

Таким чином, в навахо немає, скажімо, дієслова «давати». Щоб сказати «дай мені сіна» потрібно використовувати основи з класифікатором NCM: níłjool. Навпаки, «дай мені сигарету» буде передаватися іншим дієсловом: nítįįh. Первинні дієслова з класифікаторами також розрізняють кілька способів поводження з об'єктом. За цією ознакою вони поділяються на три класи:
- «чіпання» (handling), наприклад «нести», «опускати», «брати»;
- «приведення у рух» (propelling), наприклад «підкинути», «впустити», «кинути»;
- «вільний політ» (free 'flight), наприклад «падати» або «летіти».

Так, наприклад, якщо взяти клас SRO, є три різні дієслова
- -'ą  чіпати (щось кругле)
- -ne кинути (щось кругле)
- -l-ts 'id  (щось кругле) рухається саме.

#### Чергуванняyi-/bi-
Як і в більшості атабасканських мов, оживленість грає важливу роль в граматиці навахо: багато дієслів мають різні форми залежно від оживленості його аргументів.
У навахо можна виділити наступну ієрархію оживленості: Людина → Дитина/Велика тварина → Тварина середніх розмірів → Маленька тварина → Сила природи → Абстракція. Зазвичай найбільш оживлена назва йде в реченні першою. Якщо обидва імені займають однакове місце в цій ієрархії, обидва можуть займати і перше місце в реченні.

## Сучасне становище

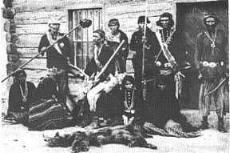
Індіанці племені навахо, 1887 рік

Мовою навахо донині говорять багато представників народу навахо різного віку. Багато батьків передають навахо дітям як рідну мову: серед індіанських племен Північної Америки це зараз рідкість. Проте мова все ж таки знаходиться під загрозою, особливо в міських районах поза резерваціями, оскільки дедалі більше молодих навахо переходять на англійську мову.
Навіть у резерваціях, за даними переписів, частка індіанців 5-17 років, які не володіють навахо, з 1980 по 1990 рік зросла з 12 % до 28 %. У 2000 році ця цифра досягла 43 %.
Мова навахо, незрозуміла японцям, використовувалася в армії США як мова Радіокомунікації під час 2-ї світової війни (дані події лягли в основу фільму «Ті, що говорять із вітром»).

## Зразок тексту
Фольклорна розповідь з [Young & Morgan 1987] Навахо:
Ashiiké t'óó diigis léi 'tółikaní ła' ádiilnííł dóó nihaa nahidoonih níigo yee  hodeez'ą jiní. Áko t'áá ał'ąą ch'il na'atł'o'ii k'iidiilá dóó  hááhgóóshįį yinaalnishgo t'áá áłah ch'il na'atł'o'ii  néineest'ą  jiní. Áádóó tółikaní áyiilaago t'áá bíhígíí t'áá ał'ąą tł'ízíkágí yii 'haidééłbįįd jiní. "Háadida díí tółikaní yígíí doo ła 'aha'diidził da, " níigo  aha'deet'ą jiní'. Áádóó baa nahidoonih biniiyé kintahgóó dah yidiiłjid jiní.
Приблизний переклад: Кілька божевільних хлопчиків вирішили зробити вина на продаж, так що кожен висадив лозу, і після важкої роботи вони довели її до зрілості. Потім, зробивши вино, вони перелили його в міхи. Вони погодилися, що ніколи не дадуть один одному ні ковтка з них і, зваливши міхи на спини, пішли в місто.